# Duna World Rádió
Duna World Rádió war ein staatlicher ungarischer Hörfunksender, der von der Gesellschaft Duna Média (ehemals Magyar Rádió) betrieben wurde. Das Programm des Senders richtete sich an alle im Ausland lebenden Ungarn in Europa wie auch in Übersee.
Der Sitz des Senders befand sich in der Bródy Sándor utca 5–7 im VIII. Bezirk der ungarischen Hauptstadt Budapest.

## Geschichte
Duna World Rádió wurde als siebter staatlicher ungarischer Hörfunksender im Februar 2012 als Satellitenradio unter dem damaligen Namen Duna Világrádió ins Leben gerufen.
Gesendet wurde täglich ein achtstündiges Programm in ungarischer Sprache, das innerhalb von 24 Stunden dann noch zweimal wiederholt wurde. Je nach Zeitzone unterschieden sich die Anfangszeiten des Programms in verschiedenen Ländern.
Neben Nachrichten und aktuellen Informationen gab es literarische, kulturelle und geschichtliche Sendungen, Hörspiele und Musik. Ein Teil der Sendungen wurde aus den Programmen von Kossuth Rádió und Bartók Rádió übernommen. Daneben fanden sich Sendungen aus den Archiven des ungarischen Rundfunks im Programm.
Am 13. Juni 2024 um Mitternacht wurde der Betrieb des Senders eingestellt.

## Empfang
Der Sender war über Satellit und als Internetradio zu hören. Das Programm wurde über vier Satelliten ausgestrahlt, in Europa über Eutelsat 9B, in Nordamerika über Galaxy 19, in Südamerika über Intelsat 21 und in Australien über Optus D2.